# Scolopendra subspinipes mutilans
A centopéia ruiva chinesa, também conhecida como cabeça ruiva chinesa, ( Scolopendra subspinipes mutilans ) é uma centopéia do leste da Ásia e daAustralásia. é em média 20 cm de comprimento e vive em ambientes úmidos.
Nas antigas tradições chinesas, esta centopéia é usada por suas propriedades curativas. Diz-se que colocar uma cabeça ruiva chinesa em uma erupção cutânea ou outra doença de pele acelera o processo de cicatrização. A centopéia seca torrada é pulverizada e usada na Coréia para o tratamento de dores nas costas, furúnculos e feridas.
S.s. mutilans é conhecido por ser pouco agressiva com outras centopéias, uma característica muito rara entre as centopéias gigantes, e permite que seja mantido comunitariamente. Atividades antimicrobianas dos compostos identificados foram relatadas contra bactérias Gram-positivas e Gram-negativas, fungos, vírus e parasitas, que possivelmente explicam a sobrevivência da centopéia em ambientes hostis e poluídos.
As fêmeas são mães incubadoras, guardando os ovos envolvendo seus corpos em torno de suas garras até que os ovos eclodam.
Esta subespécie difere de outras subespécies de S. subspinipes na espinhação do pré-fêmur das pernas ventrais, ventralmente, dorsalmente e medialmente.